# Ivan Dolenec
Ivan Dolenec, publicist, urednik in politik, * 24. oktober 1884, Sopotnica, † 10. februar 1971, Ljubljana.

## Življenje in delo
Rodil se je očetu Andreju in materi Mariji (rojena Miklavčič). Po gimnaziji v Kranju ter študiju klasične filologije in stenografije na Dunaju je bil srednješolski profesor v Ljubljani in Mostarju, prosvetni inšpektor banske uprave, ravnatelj učiteljišča v Ljubljani in ravnatelj novomeške gimnazije. Nekaj časa je služboval kot stenograf v parlamentu na Dunaju in v Beogradu. Pisal je potopise in politične članke ter kot učenec in občudovalec Janeza Ev. Kreka urejal njegovo zapuščino; izdal je njegove izbrane spise ter tudi sicer mnogo pisal o njem.